# توماس شانون (سياسي)
توماس شانون (بالإنجليزية: Thomas Shannon)‏ هو سياسي أمريكي، ولد في 15 نوفمبر 1786 في مقاطعة واشنطن في الولايات المتحدة، وتوفي في 16 مارس 1843 في بارنسفيل في الولايات المتحدة. حزبياً، نشط في الحزب الوطني الجمهوري ‏. وقد انتخب عضو مجلس نواب أوهايو وانتخب عضو مجلس النواب الأمريكي.